# Теорія фреймування
Теорія фреймування – теорія, яка досліджує процес обробки інформації на рівні медіа та на індивідуальному рівні та її сприйняття реципієнтами, та вивчає як фреймування впливає на вибір людей.
Медіа фреймування - це спосіб, через який інформація представляється  аудиторії. Ервінг Ґофман був першим, хто представив концепцію фреймування, як форму спілкування і певне "обрамлення", як "схема інтерпретації", яка дозволяє людям "знайти, сприймати, ідентифікувати та ярликувати життєвий досвід.
Фрейми впливають на сприйняття новин аудиторією, ця форма встановленого «порядку денного» не тільки говорить, що думати, але також і як думати про це. Тому що суспільні питання часто є складними і вимагають обробки великого багажу інформації з різних точок зору, а фрейми забезпечують скорочене розуміння ситуації, зосередившись лише на тих функцій, що представляють інтерес для зокрема зацікавлених груп. Фрейми виступають інструментами тлумачення, які всі люди використовують для осмислення світу навколо них. Вони допомагають нам з важким завданням обробки складних суспільних проблемах про нашу соціальну реальність, зосереджуючи нашу увагу тільки на деяких особливостей, які ми вважаємо важливими.

## Історія формування теорії
Теорія була вперше висунута Гофманом, під назвою «Аналіз фреймів». Він висунув ідею, що люди інтерпретують усе те, що відбувається навколо них через їхні первинні фрейми. Ці фрейми індивіди сприймають як щось дане, саме собою зрозуміле або можуть бути неусвідомленими. Індивідуальні фрейми можуть як  співвідноситись з фреймами інших людей, так і являтися чисто особистими.
Даний концепт був далі розвинений американськими ЗМІ, у відповідність до нового часу з новими інформаційними технологіями. Ще в 1920 році вчений Ліппман стверджував, що ЗМІ будуть контролювати громадську думку шляхом зосередження уваги на окремих питаннях, ігноруючи інші. Дослідження почалося з дослідження Маккомбс та Шоу  на президентських виборах  1968 року. Вони виявили, що, якщо засоби масової інформації звернули увагу на тільки деякі питання, тому глядачі оцінювали  ці питання, як важливіші (McCombs & Shaw, 1972, ст. 183) . 
Відома гіпотеза як "Порядок денний» (“agenda-setting” ) -  ідея, яка розглядає аудиторію пасивною, і такою, що легко піддається впливу ЗМІ. Проте незабаром опонентами дана гіпотеза критикується тчерез те, що в ній зображено надмірно спрощене сприйняття глядацької аудиторії.

## Медія фреймування
Гемсон і Модільяні концептуалізовано визначають медіа фреймування як «центральну організовану ідею або сюжетну лінію, що надає значення подіям, що розгортаються…Фрейм визначає контроверсійність як  базову ідею питання» . Фреймування новин чи медіа вбачається як необхідна умова для трансформування невизначених та невпізнаваних подій в такі, що набирають значення. Такман запропонувала схоже визначення: «Фреймування новин організовує повсякденну реальність і фреймування новин є частиною та посилкою буденного життя…є природною рисою новин»  Як пише Гітлін, медіа фреймування також слугує робочим планом для журналістів, який дозволяє їм швидко ідентифікувати та класифікувати інформацію і «упакувати її ефективно для аудиторії»  Концепт медіа фреймування може містити наміри автора, але мотиви можуть також бути і несвідомими.
Етман запропонував більш деталізоване пояснення, як медіа передає аудиторії схеми для сприйняття та інтерпретації інформації. Дослідник виділяє такі основні фактори як відбір та випуклість: «Фреймування слугує для відбору деяких аспектів з отриманої реальності та як інструмент, щоб зробити їх більш «пуклими» (образними) в комунікованому тексті, для того, щоб в такий спосіб подавати саме визначену проблему в темі, каузальну інтерпретацію, моральну оцінку чи вироблення визначених і передбачених рекомендацій щодо рішення для проблеми» 
Отже, фреймування медіа та презентація подій і новин певним чином систематично впливає на те, як аудиторія сприймає і розуміє ті події та новини.

## Індивідуальне фреймування
За Етманом, індивідуальне фреймування визначається як «процес  ментальної класифікації кластерів інформації та ідей, що допомагає індивіду сприймати інформацію».
Дослідник виділяє два типи фреймування, які допомагають обробляти та інтерпретувати інформацію: для довгострокових політичних поглядів та короткострокових.
Довгострокові політичні погляди є результатом певних особистих характеристик індивіда, і мають дещо лімітованих вплив на те, як індивід сприймає та інтерпретує політичні проблеми. Фреймування короткострокових поглядів має більший вплив на те, як людина сприймає, організовує та інтерпретує отриману інформацію
Маклеод визначає індивідуальне фреймування як когнітивний інструмент для оперування не ієрархічними категоріями, що виконують ролі ярликів для сортування подальшої інформації. 

## Фреймування як залежна і незалежна змінні
Теорія фреймування має окремий підрозділ для дослідження фреймування як залежних і незалежних змінних.
В рамках досліджень фреймування як залежних змінних вивчається вплив різних факторів на  створення та модифікацію фреймування. На медійному рівні, на фреймування новин журналістом можуть впливати соціо-структурних та організаторських змінних або ідеологічні та індивідуальні залежні змінні. На рівні реципієнтів, фреймування розглядається як залежна змінна як прямий наслідок того, як інформацію було сфреймовано медіа.
Дослідження, в яких фреймування розглядається як незалежна змінна, найчастіше зосереджуються на ефектах фреймвання. У випадку фреймування медіа, найбільш логічним наслідком це зв'язок до фреймів аудиторії. У випадку індивідуального фреймування, дослідники намагаються визначитись, чи індивідуальне фреймування проблеми впливає на оцінювання проблеми чи політичного актора, та чи сам процес індивідуального фреймування впливає на політичну активність цього індивіда. 

## Процес Медіа фреймування
Дослідник Д. Шойфеле запропонував концептуалізовану модель медіа фреймування. Модель складають чотири концепти: конструювання фрейму, встановлення фрейму, вплив фрейму на індивідуальному рівні та зв'язок між індивідуальними фреймами та медіа фреймами (тобто вплив фреймів медіа, журналістів та еліт на процеси фреймування).

### Конструювання фрейму
Конструювання фрейму. Головним дослідницьким питанням даного концепту є: які структурні та організаторські фактори медіа системи або які індивідуальні характеристики окремих журналістів впливають на фреймування медіа контенту. Шумейкер та Різ у своєму дослідженні запропонували принаймні три потенційні джерела впливу. Перший фактор впливу – це журналіст. Саме журналісти активно конструюють фрейми, щоб страктувати та надавати змісту будь-якій інформації. Формування фреймів відбувається під впливом таких змінних як ідеологія, цінності та установки, професійні норми, і це відображається на тому, як журналісти висвітлюють новини. Другий фактор впливу на формування фреймів новин – це політична орієнтація установи, яка транслює інформацію. Третім фактором впливу є екстернальні чинники (тобто політичні лідери, впливові посадові особи, еліти тощо). Ганс запропонував метафору, щодо того, яку роль виконують журналісти при висвітлені новин: «журналісти просто тримають дзеркало навпроти них і віддзеркалюють їхнє відображення аудієнції»  Саме тому в новинах часто інкорпоровані політичні діячі чи інтереси певних груп, погляди яких фреймують думку людей щодо певних подій.

### Встановлення фрейму
Встановлення фрейму. Другий концепт фреймування пов'язаний з надаванням «опуклості» інформації. Мається на увазі наголошення на конкретних окремих аспектах певної проблеми. За Нельсоном, «Фрейми впливають на думку населення, наголошуючи на певні цінності ат інші думки, надаючи їм більшої ваги у певній проблемі, ніж якби ця проблема була висвітленою в іншому фреймі».  

### Вплив фрейму на індивідуальному рівні
Вплив фрейму на індивідуальному рівні. Влив фрейму на індивідуальному рівні пов'язаний з біхевіористськими, когнітивними та ціннісними змінними. Дослідження в даному аспекті мають ще великі перспективи для розвитку. Проте дослідниками було відзначено, що індивіди можуть не переймати фрейми взагалі, до якогось рівня або перейняти повністю. Це залежить від особистісних факторів, перечислених вище.

### Журналісти як аудієнція
Журналісти як аудієнція. Дослідниками було помічено, що журналісти є теж вразливими до фреймів, які вони використовують для відображення подій. Наприклад, Фішерман наводить приклад у свої праці, де журналісти теж є чутливими до фреймів інших медіа. У тому ілюстрованому випадку висвітлена подія в новинах про злочин була фреймована як «злочин проти пенсіонерів» лише кількома маленькими інформаційними установами, але цей фрейм був швидко популяризований іншими журналістами різних інформаційних ресурсів. Такий феномен дослідник назвав «хвиля новин».

## Перспективи розвитку теорії
В контексті медіа ефектів, теорія фреймування ще не є добре опрацьованою, щоб утвердитись в тверду теорії. Для підтвердження багатьох гіпотез потрібні численні емпіричні дослідження. Теорія фреймування розвивається поступово: спочатку концептуально, потім пітвердження деяких твердждень емпірикою, проте новим етапом в еволюції теорії стане розвиток її моделі процесу фреймування. Велику прогалину у знаннях дослідники вбачають у тому, що не було ще досліджено процес формування фрейму через усі чотири фактори впливу на фреймування за моделлю Д. Шойфеле.